# 布艾舍
35°33′10″N 2°21′31″E / 35.55278°N 2.35861°E

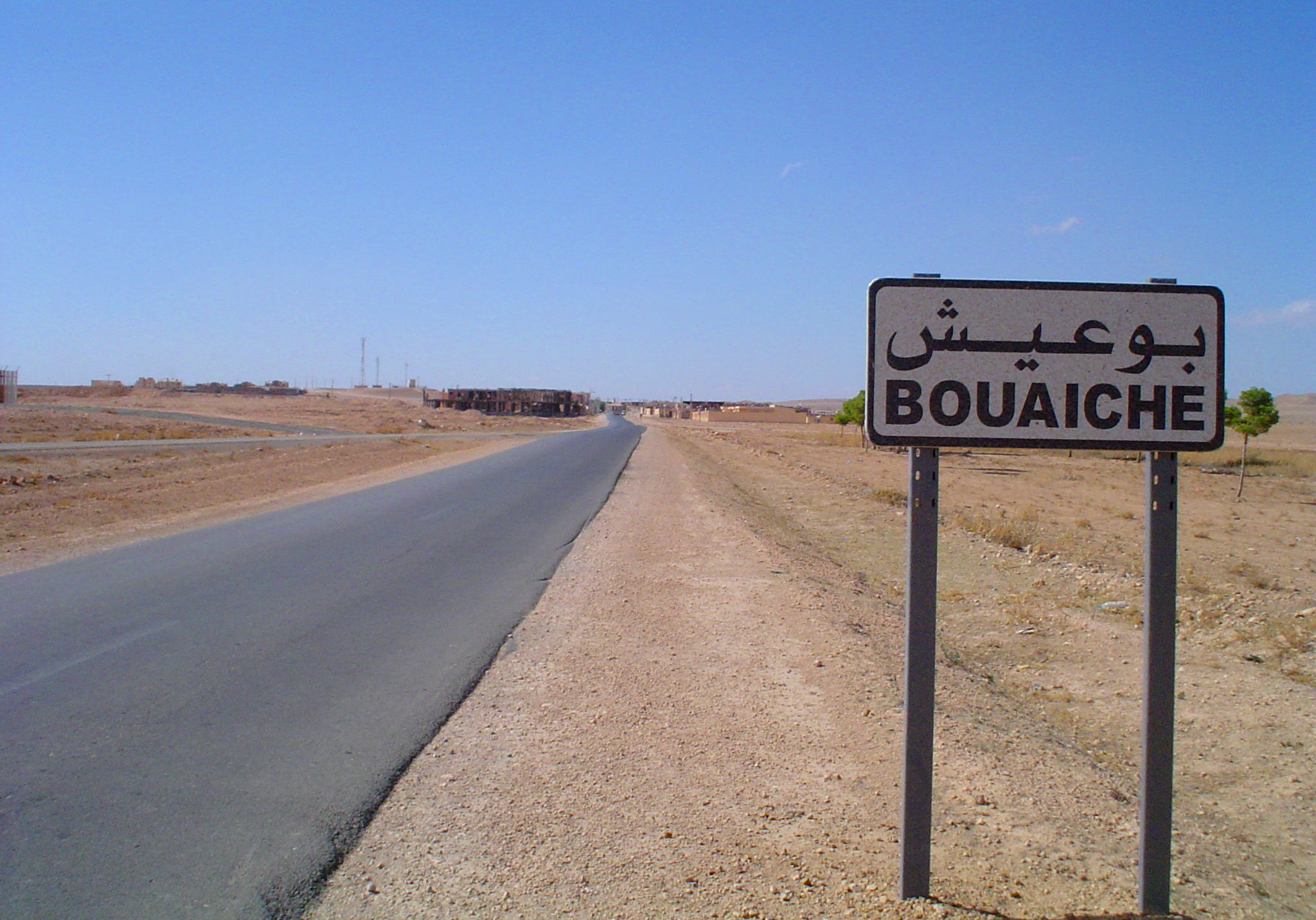
布艾舍

布艾舍（阿拉伯语：‎），是阿爾及利亞的城鎮，位於該國北部麥迪亞省，由沙赫布尼耶區負責管轄，面積544平方公里，海拔高度742米，2008年人口8,873，人口密度每平方公里16人。